# Cmentarz Jeżycki
Cmentarz Jeżycki – zabytkowy cmentarz w Poznaniu, na Ogrodach, u zbiegu ulic Nowina i Szpitalnej. Cmentarz od 1995 roku zarządzany jest przez parafię Chrystusa Dobrego Pasterza.

## Historia
Po utworzeniu 2 czerwca 1894 roku nowej parafii Najświętszego Serca Pana Jezusa i św. Floriana zaistniała potrzeba założenia cmentarza parafialnego. Początkowo parafia korzystała z cmentarza św. Wojciecha przy drodze do Obornik. Starania o utworzenie nowej nekropolii rozpoczął proboszcz Walenty Kolasiński, a kontynuował jego następca ks. Wacław Mayer. Cmentarz został założony w 1905 roku, zaś teren pod niego został zakupiony w 1903 roku na peryferiach Jeżyc. Usytuowanie cmentarza było zgodne z ówczesnymi koncepcjami planistycznymi miasta, które przewidywały otoczenie lewobrzeżnego Poznania pasem terenów zielonych. Nekropolia była stopniowo powiększana poprzez dokupywanie przylegających działek. Od strony północnej dokupiono wąską działkę, którą oddzielał od cmentarza pas zlikwidowanej w 1879 kolei stargardzko-szczecińskiej. W 1923 roku powiększono cmentarz o działkę wzdłuż jego zachodniej granicy (co jednak zachwiało symetrię układu samego cmentarza). W centralnym miejscu cmentarza usytuowana jest neoromańska kaplica św. Barbary.
Cmentarz przetrwał w nienaruszonym kształcie przez okres okupacji. W 1961 roku uchwałą Prezydium Rady Narodowej Miasta Poznania został zamknięty dla celów grzebalnych. 20 listopada 1961 odbył się ostatni pochówek. Zgodnie z prawem cmentarz miał istnieć przez 40 lat, a następnie miano go przekształcić w park.
W 1966 przystosowano kaplicę do celów liturgicznych. 12 sierpnia 1971 roku abp Antoni Baraniak ustanowił ją samodzielnym ośrodkiem duszpasterskim. Na mocy dekretu z 20 maja 1981 roku została utworzona parafia pw. Chrystusa Dobrego Pasterza. W latach 1982–1986 został wybudowany na północno-zachodnim skraju cmentarza kościół według projektu Jana Kopydłowskiego. Tym samym kaplica odzyskała swoje pierwotne przeznaczenie.
W latach 80. były prowadzone badania nad poznańskimi cmentarzami w celu rozpoznania ich wartości historycznych, artystycznych i krajobrazowych. Owocem tych prac było wpisanie 9 lutego 1984 roku przez wojewódzkiego konserwatora zabytków Witolda Gałkę cmentarza wraz z 297 nagrobkami do Państwowego Rejestru Zabytków.
Jednocześnie ks. proboszcz Bolesław Jurga prowadził starania o ponowne otwarcie cmentarza. Zakończyły się one sukcesem dopiero 25 maja 1995 roku, kiedy to Urząd Miejski wydał orzeczenie, o spełnieniu warunków umożliwiających ponownego otwarcia cmentarza. W tym samym roku, na mocy porozumienia pomiędzy proboszczami – ks. Romanem Kubickim z parafii pw. Serca Pana Jezusa i św. Floriana oraz ks. Bolesławem Jurgą, cmentarz znalazł się w zarządzie parafii Chrystusa Dobrego Pasterza.
20 lipca 1995 roku odbył się pierwszy, po 34-letniej przerwie, pogrzeb. Był to pogrzeb ks. Bolesława Jurgi, który zmarł krótko po ocaleniu cmentarza.
Cmentarz objęty został całościowym programem prac rewaloryzacyjnych, zgodnie z projektem zagospodarowania przestrzennego opracowanym przez architektów Marię i Andrzeja Pajzderskich. Ekspertyzę dendrologiczną przygotował architekt krajobrazu Bernard Lisiak. Prace prowadzone na cmentarzu przywróciły mu regularne osie kompozycyjne i pierwotny, wielokwaterowy układ.
30 listopada 1997 utworzono, w miejscu dotychczasowych polowych mogił żołnierzy z września 1939 roku, kwaterę Żołnierzy Września z pomnikami nagrobnymi. W latach 2009–2010 postawiono nagrobki na grobach wojennych cywilnych ofiar niemieckich nalotów na Poznań z 1 września 1939 r.

## Zabytki
Przez wszystkie lata swojego istnienia cmentarz zgromadził bogatą galerię nagrobków. W ich różnorodnej formie widać zmieniające się style i nurty sztuki sepulkralnej. Koniec XIX wieku przyniósł secesję, która długo była dominującym stylem. Obok nagrobków o płynnych falistych liniach, i miękkich opływowych kształtach, zaczęły się z czasem pojawiać pomniki o prostoliniowej wersji geometrycznej. Często również można napotkać nagrobki, w których motywy secesyjne łączą się z dekoracją historyzującą. W takim stylu wykonane jest ogrodzenie i główna brama wejściowa od ulicy Nowina. Została ona wykonana przez poznańska firmę odlewniczą J. Janickiego. Jest to monumentalna dwuskrzydłowa brama z plakietami o monogramach IHS i MARIA. Skrzydła bramy w centrum zostały zamknięte półkolistym naczółkiem, który wypełniają delikatne motywy roślinne. Pośrodku zwieńczony jest krzyżem. Po bokach znajdują dwa ażurowe filary zwieńczone motywem wolutowych sterczyn.
Na cmentarzu można spotkać liczne przykłady kowalstwa artystycznego pochodzące z zakładów J. Janickiego i S. Żuromskiego. Do stylistyki secesyjnej nawiązują również nagrobki z okresu międzywojennego i powojennego (np. nagrobek Stanisława Leszczyńskiego).
Wraz ze wzrostem popularności modernizmu, nastąpił zwrot ku prostocie konstrukcji i ograniczeniu i uproszczeniu elementów dekoracyjnych. Taką formę ma piaskowcowa stela na grobie Zofii i Stanisława Walterów z 1910 roku. Nagrobek Jureczka i Zbyszka Rajewskich wykonany przez Wawrzyńca Kaima przedstawia zgeometryzowaną figurę anioła, wpisaną w prostokątny kontur steli. Klasycyzujący modernizm reprezentuje nagrobek na grobie dr. med. Ignacego Mackiewicza, zaprojektowany przez Adama Ballenstaedta. Nagrobek ma formę masywnej kolumny, ozdobionej u nasady kostkowej głowicy festonami spiętymi uskrzydlonymi główkami anielskimi i odwróconymi pochodniami.
Nagrobek Leonarda i Wojciecha Jabłońskich, wykonany z czerwonego piaskowca przypisywany jest rzeźbiarzowi Franciszkowi Masiakowi. Na bocznych skrzydłach, artysta przedstawił dwie żałobnice w skubizowanej formie.
Wśród artystów, których dzieła można tutaj odnaleźć, należy wymienić twórców medalionów nagrobnych Krystynę Dąbrowską, Edwarda Haupta i wspomnianego już Wawrzyńca Kaima.
Z pomników powojennych na uwagę zasługuje rzeźba na grobie Pelagii Haendschke dłuta Czesława Woźniaka.

## Pomnik Wdzięczności

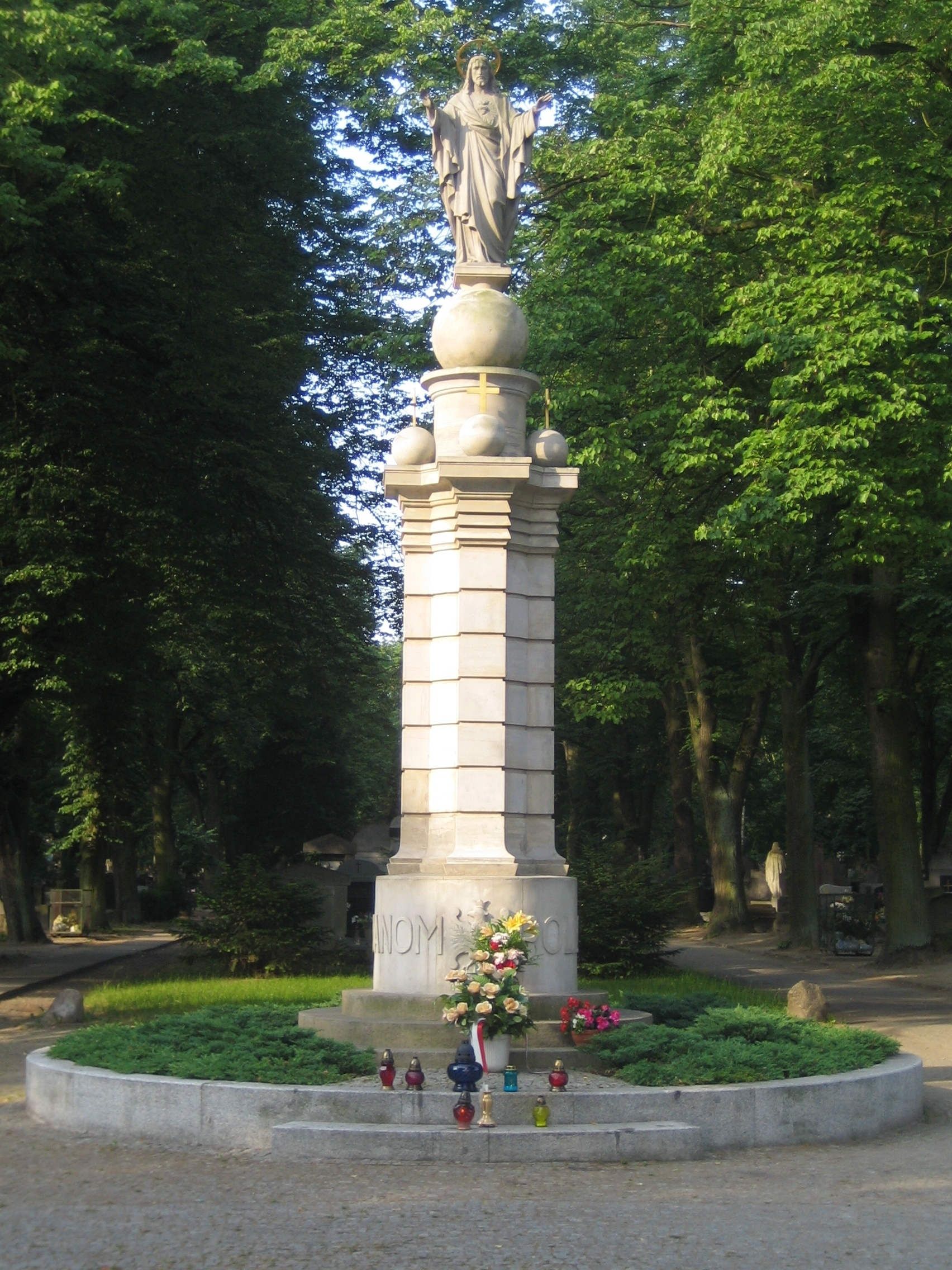
Pomnik Wdzięczności

Pomnik został ufundowany ku czci poległych w czasie I wojny światowej, powstania wielkopolskiego i wojny bolszewickiej w 1920 roku, przez Komitet Towarzystw Dzielnicy Jeżyckiej. Pomnik zaprojektował Lucjan Michałowski przy współpracy Władysława Waltera. Kamień węgielny poświęcił 1 listopada 1932 roku ówczesny proboszcz parafii jeżyckiej ks. Stanisław Budaszewski.
Pomnik wykonał zakład kamieniarsko-rzeźbiarski Janusza Zielińskiego. Na cokole została umieszczona płaskorzeźba orła w koronie oraz napis POLEGŁYM PARAFIANOM oraz daty 1914–1920.
Cokół pomnika wykonany został z jasnego, drobnoporowatego piaskowca. Poszczególne elementy połączono zaprawą mineralną z kotwieniem żelaznymi klamrami. Figura Chrystusa odlana została segmentowo z zaprawy mineralnej cementowo-wapiennej z kruszywem o zróżnicowanej frakcji i zbrojona prętami żelaznymi. Elementy figury połączone są zaprawą mineralną. Krzyże na czterech kulach wykonane zostały z cienkiej, lutowanej blachy miedzianej. Pomnik ma wysokości 7,6 m i szerokości podstawy 4 m.
W grudniu 1939 roku zarządca cmentarza Józef Jurek ukrył polską inskrypcję pod warstwą obmurowanej i otynkowanej dykty, dzięki czemu uchronił ją przed zniszczeniem. Niemieckie władze okupacyjne Zarządu Miasta wydały bowiem rozkaz skucia polskiego orła i napisów.
Dzięki staraniom Towarzystwa Opieki nad Zabytkowym Cmentarzem Jeżyckim, w 2004 roku pomnik został poddany renowacji, a rok później uporządkowano jego bezpośrednie otoczenie.

## Roślinność
Cmentarz został rozplanowany zgodnie z tendencjami panującymi w sztuce ogrodowej. Główną aleję prowadzącą od bramy wejściowej do kaplicy porastają okazałe lipy. Boczne aleje wyznaczają szpalery z klonów i jesionów. Są one urozmaicone kasztanowcami, grabami, dębami, robiniami akacjowymi i wierzbami akacjowymi. Z gatunków iglastych występują sosny, świerki, modrzewie, i żywotniki w tym aklimatyzowane daglezje w odmianie siwej oraz choiny kanadyjskie. Bogaty drzewostan uzupełniają cenne okazy drzew owocowych: grusze wierzbolistne, śliwy wąskolistne, śliwy wiśniowe w odmianie kaukaskiej.
W 2001 roku powstała koncepcja uzupełnienia szaty roślinnej opracowana przez Jadwigę Knaflewską.

## Pochowani
- Henryk Abbe (1920-2003) - aktor teatralny i filmowy
- Wanda Błeńska (1911-2014) - lekarka, misjonarka w Ugandzie
- Stefan Chojnacki (1913-1942) - dziennikarz, działacz Stronnictwa Narodowego, grób symboliczny
- Adolf Chybiński (1880-1952) - profesor muzykologii
- Henryk Czapczyk (1922-2010) - piłkarz, trener
- Bohdan Gruchman (1928-2021) - rektor Akademii Ekonomicznej w Poznaniu
- Ludwik Jaxa-Bykowski (1881-1948) - profesor pedagogiki i zoologii, rektor konspiracyjnego Uniwersytetu Ziem Zachodnich 1943-1944
- Czesław Kędzierski (1881-1947) - literat i dziennikarz, redaktor „Kuriera Poznańskiego”
- Stefan Krajewski (1940-2017) - inżynier, współtwórca poznańskich koziołków
- Henryk Kulczyk (1925-2013) - przedsiębiorca, działacz polonijny w Niemczech
- Jan Kulczyk (1950-2015) - przedsiębiorca, wielokrotnie najbogatszy Polak w rankingu "Wprost"
- Stanisław Kuryłłowicz (1909-45) - wioślarz, olimpijczyk
- Czesław Łuczak (1922-2002) - profesor historii, rektor Uniwersytetu im. Adama Mickiewicza 1965-1972
- Witold Młynarczyk (1933-2014) - profesor doktor habilitowany nauk medycznych
- Leszek Muth (1943-2018) - basista, realizator dźwięku
- Ignacy Nowak (1887-1966) - ginekolog, poseł na Sejm II RP
- Sylwester Pajzderski (1876-1953) - architekt
- Janusz Sauer (1936-2018) - poeta
- Wacław Strażewicz (1889-1950) - profesor farmacji
- Edward Warzecha (1937-2011) - aktor teatralny i filmowy
- Ewa Werka (1946-1997) - śpiewaczka operowa
- Adam Wodziczko (1887-1948) - profesor biologii
- Piotr Wypart (1931-2006) - aktor teatralny i filmowy
- Janusz Zeyland (1897-1944) - profesor pediatrii
- Henryk Zielazek (1919-2014) - reprezentant Polski w hokeju na trawie
- Lech Zimowski (1925-2018) - profesor architektury